# 桃源郷

明の仇英の桃源仙境図

桃源郷（とうげんきょう）は、俗界を離れた他界・仙境。ユートピアとほぼ同意で、陶淵明の『桃花源記』はかつて存在した武陵郡地域の話なので「武陵桃源」（ぶりょうとうげん）ともいう。

## 概要
陶淵明の作品『桃花源記』が出処になっている。桃源郷への再訪は不可能であり、また、庶民や役所の世俗的な目的にせよ、賢者の高尚な目的にせよ、目的を持って追求したのでは到達できない場所とされる（日常生活を重視する観点故、理想郷に行けるという迷信を否定している）。
創作されてから約1600年経った現在でも『桃花源記』が鑑賞されているのは、既に人々の心の内にある存在を、詩的に具象化したものが桃源郷であるためとされる。既に知っているものであるため地上の何処かではなく、魂の奥底に存在している。桃源郷に漁師が再訪出来ず、劉子驥が訪問出来なかったのは、心の外に求めたからであり、探すとかえって見出せなくなるという。

## ユートピアとの相違
陶淵明研究者の伊藤直哉は以下の通り述べている。トマス・モアの思想書『ユートピア』に由来するユートピア思想の根底にあるのは、理想社会を実現しようとする主体的意志である。この本ではユートピアに滞在した経験がある人物が、モアに現地の様子を紹介する設定になっている。ユートピアは遠く離れた島国とされているが、全く到達不可能な夢幻としてではなく、地理や社会制度の意味において十分到達可能なものとして描かれており、その上でユートピア人の風俗や法律などの成立の根拠の合理性に疑問を投げかけている。モアのユートピアは「夢想郷ではなく、普通の人々が努力して築き上げた社会主義国家」なのである。陶淵明が生きていた五胡十六国時代は、異民族の征服王朝が次々と現れ中国の北部を支配し漢族は異民族に征服された乱世の時代であった。漢族は異民族の奴隷になったり、屈服され臣下になっても悲惨な生活を送っていた。戦乱から南に逃げた漢族たちは東晋という国を建国したが東晋も異民族の侵略に苦しんでいた。異民族の征服からもう逃げる場所がない漢族の心理から陶淵明の桃源郷という作品が作られるようになった。陶淵明はユートピアだけを夢見た芸術家ではなかった。彼が住んでいた乱世でこの山の奥のユートピアはとても現実的なイメージを持っていた。
一方で桃源郷は、「理想社会の実現を諦める」という理念を示している。中国史上稀に見る混乱期の中、人々は苦悩と悲劇に満ちた現実から逃避しようとし、文壇では遊仙詩（神仙郷に遊ぶ詩）が現れた。しかし陶淵明の作品は、題材は遊仙詩と似ているが、思想が本質的に異なるとされる。陶淵明は、神仙郷の実在を決して信じず否定しており、日常生活を尊重していた。同時に、書物を通じて神話世界を自由に飛翔し、神仙の境地に至っていた。

孟夏　草木長じ　屋を遶りて樹扶疏たり　衆鳥は託する有るを欣び　吾も亦吾が廬を愛す
既に耕しては亦た已に種ゑ　時に還りて我が書を讀む　窮巷は深轍を隔て　頗る故人の車を迴らす
歡言しては春酒を酌み　我が園中の蔬を摘む　微雨東より來り
汎覽す周王の傳　流觀す山海の圖　俯仰して宇宙を終せば　樂しからずして復た何如
（初夏になって草木が伸び　我が家の周りには樹木が生茂る　鳥たちは巣作りに喜び励み　私も自分の家が気に入っている
野良仕事に精を出し　家に帰ると読書を楽しむ　狭い道には車も入って来れぬから　煩わしい付き合いをしなくて済む
近隣の人たちと歓談しては酒を酌み交わし　肴に庭の野草を食う　小雨が東の方から降ってくると　それに伴って気持ちのよい風も吹く

周王の傳を精読し　それに添えられた絵に目をやる　寝ながらにして宇宙のことが分かるのだから　こんなに楽しいことはない）—陶淵明、讀山海經其一
西洋のユートピア思想は悲惨な管理社会を生み出し潰え去った。また東洋も二千年以上前に、韓非子の思想に支えられて現れた秦帝国の専制支配とその崩壊によって、同様の道を辿った。反面、『桃花源記』の描写は「老子」を踏まえつつも、ユートピアの末路を象徴している。つまり、地上にユートピアを作ろうとする熱意が生む惨劇を表現している。だが、災厄から逃れた先祖は、彷徨の果てに辿り着いた地があった。つまり、ユートピアの崩壊後に姿を現すものが桃源郷である。対照的な両者はもたらす結果も逆になっている。すなわち、主体的・積極的なユートピア思想は、その目標とは全く裏腹の大きな災禍を生じる。消極的な桃源郷は、現実には何の力も持ち得ないが、人間の精神に大きな慰めを与え得る。伊藤直哉は、映画『千と千尋の神隠し』主題歌の歌詞「海の彼方には　もう探さない　輝くものは　いつもここに　わたしのなかに　みつけられたから」を、『桃花源記』の良い注釈として引用している。

## 思想
この話は後に道教の思想や伝承と結びつき、とりわけ仙人思想と結びついた。山で迷って仙人に逢うという類の伝説や、仙人になるために食べる霊力のある桃の実や、西王母伝説の不老不死の仙桃などとの関連から、桃の林の奥にある桃源郷は仙人の住まう地とも看做されるようになった。
しかし、北宋の蘇軾は、「もし仙郷であるならば、どうして鶏をつぶして、漁師をもてなしたりするものか？」と言っている。唐代の李白などは、桃源郷＝仙郷と考えていたようだが、宋の蘇軾、王安石は、あくまでも搾取や戦乱のない人間の世界だと考えていたようだ。

## 関連地域
『桃花源記』は創作であるが、現在の中華人民共和国湖南省常徳市の数十キロ郊外に位置する桃源県に「桃花源」という農村があり、桃源郷のモデルとして観光地になっている。
1984年に王維の作品『桃源行』に因んで張家界市の自然保護区が武陵源と命名されて1992年にユネスコの世界遺産に登録されている。
1994年、雲南省広南県の洞窟にある峰岩洞村という村が、偶然訪れたテレビ取材班に由って発見される。それまで広南県政府はこの村の存在に気付いていなかった。住民は全て漢族で、最も早く住み着いた家族の祖先は300年前に江西省から移住したという。

## 桃源郷の名を採ったもの
- 桃源郷 (洪雅県) - 中国四川省眉山市洪雅県の郷。
- 桃源郷 (竹渓県) - 中国湖北省十堰市竹渓県の郷。
- 桃源郷 (崇仁県) - 中国江西省撫州市崇仁県の郷。
- 桃源回族郷 - 中国雲南省昭通市魯甸県の民族郷。
- 桃源郷 (道真コーラオ族ミャオ族自治県) - 中国貴州省遵義市道真コーラオ族ミャオ族自治県の郷。
- 花見山公園 - 福島県福島市の観光名所。「桃源郷」は、その代名詞で、写真家の秋山庄太郎が「福島に桃源郷あり」と形容したことが始まりとされている。
- 白根桃源郷 - 山梨県南アルプス市飯野は、広大な果樹園が広がっていることから「白根桃源郷」として観光アピールを行っている。
- 笛吹市・日本一の桃源郷 - 山梨県笛吹市は、日本一の作付面積の桃の花が見事なことから「日本一桃源郷宣言」を行い、4月10日を「笛吹市桃源郷の日」としている。
- 紀の川市桃源郷運動公園陸上競技場 - 和歌山県紀の川市の施設。
- 桃源郷 - ももいろクローバーZの楽曲。アルバム『白金の夜明け』に収録。また、同時発売されたアルバム『AMARANTHUS』にも、これと関連して「武陵桃源なかよし物語」という楽曲がある。
- 桃源郷 - Amasia Landscapeの楽曲。アニメ『ビューティフル ジョー』エンディングテーマ、熊本朝日放送イメージソング。
- TOGENKYO - フレデリックの楽曲。
- 도원경(桃源郷) - VIXXの楽曲。
- 宝山寺新地 - 奈良県生駒市に所在する遊郭街。別名「日本最後の桃源郷」の異名。
- 花鳥図 - 岡田有希子のアルバム『十月の人魚』の１曲。
- 桃源郷（奈良県） - 奈良県生駒郡平群町の風光明媚な景勝地。梅の季節から桜の季節にかけてが見頃。